# غاري كيرنز
غاري كيرنز هو لاعب هوكي الجليد كندي، ولد في 1935 في بيتيربوروغ في كندا.

## وصلات خارجية
- غاري كيرنز على موقع EliteProspects.com (الإنجليزية)
- غاري كيرنز على موقع HockeyDB.com (الإنجليزية)